# Johann Forster
Johann Forster (Augsburgo, 10 de julio de 1496-Wittenberg, 7 de diciembre de 1558), fue teólogo luterano y lingüista alemán. Era amigo íntimo de Lutero, Melanchton y Reuchlin (1455-1522), y ardoroso defensor de las doctrinas de reforma.

## Biografía
Tras frecuentar la escuela primaria en su ciudad natal, se matriculó el 24 de septiembre de 1515 en la Universidad de Ingolstadt. En 1517 consigue el diploma académico de bachiller y en enero de 1520 el Máster en Artes Liberales. Estudió también en la Universidad de  Baviera teniendo como profesor Johannes Reuchlin donde consiguió amplio conocimiento del idioma hebraico.
Como Ingolstadt fue asolado por una plaga, Forster se trasladó la Universidad de Leipzig, donde se matriculó en el verano de 1521, conociendo allí al famoso humanista Petrus Mosellanus(1493-1524). En 1525 fue nombrado profesor de hebraico de la universidad en Zwickau. Tras una visita de Georgius Spalatinus (1484-1545), Anton Musa (1485-1547) y Anarg Heinrich zu Wildenfels (1490-1539), solicitó transferencia por haber sido preferido para el nombramiento de un nuevo rector de la escuela.
En abril de 1529, renunció la Zwickau, y marchó a la Universidad de Wittenberg, donde se hizo profesor de Hebraico y disfrutó de gran reputación como profesor de ese idioma. En la primavera de 1530 consiguió el cargo de predicador en la Iglesia del Castillo. Habría sido contratado para ese cargo a pedido de Martín Lutero, a quién él ayudó con la traducción de la Biblia por el Consejo de Wittenberg en la calidad de diácono de la iglesia de la ciudad. Forster fue una de las compañías diarias en la casa de Lutero.
En 1535 Forster fue enviado, a petición del Consejo de Augsburgo, como predicador de la Iglesia de San Juan de esa ciudad. Después de 12 de julio de 1537 se hizo predicador de la Iglesia de Santa Cruz, en Augsburgo, donde se vión envuelto en disputas con los obispos y el consejo de la ciudad, siendo cesado el 25 de noviembre de 1538. En diciembre de ese mismo año, fue invitado por Joachim Camerarius, el Viejo (1500-1574), para asumir la presidencia de la Lengua Hebraica de la Universidad de Tubinga, donde llegó en 15 de enero de 1539. En 17 de febrero asume como Profesor de Hebraico. En 8 de diciembre de ese año recibió su diploma de doctorado. Sin embargo, la adhesión a las ideas de la reforma le provocaron algunas pérdidas personales.
En 1541 se hizo rector administrador de San Lorenzo, en Núremberg. En 5 de octubre es enviado, a petición del consejo de la ciudad de Ratisbona para introducción de la reforma. El 5 de enero de 1543 vuelve a Núremberg. En marzo de 1548 tomó posesión como superintendente de la diócesis de Merseburg, donde quedaría hasta 1549, cuando retorna a Wittenberg. Ahí, sucedió Caspar Cruciger, el Viejo,(1504-1548) como profesor de teología y de lengua hebraica de la Universidad de Wittenberg. Sus últimos años él se dedicó a la compilación de su multi-voluminoso Léxico Hebraico-latino, obra que completó poco antes de morir en 7 de diciembre de 1558.

## Obra
- Dictionarium Hebraicum novum. Basel 1557. 2. Auflage 1564.